# Niccolò Maria Lercari
Niccolò Maria Lercari (Taggia, 9 novembre 1675 – Roma, 21 marzo 1757) è stato un cardinale e arcivescovo cattolico italiano.

## Biografia
Nato a Taggia, in diocesi di Albenga, il 9 novembre 1675, era rampollo di una nobile famiglia, i Lercari (famiglia), originaria di Genova ove aveva dato alla Repubblica numerosi dogi e senatori. Egli nello specifico era figlio di Giovanni Tommaso Lercari e suo cugino Giovanni Lercari era arcivescovo di Genova.
Nel 1686 venne inviato per studi a Roma, dove frequentò l'Università La Sapienza ottenendo il dottorato in utroque iure il 22 settembre 1696.
Nominato referendario del Supremo Tribunale della Segnatura Apostolica nel 1699, divenne governatore di Todi dal 13 aprile 1701 sino al 1704 e sempre dal 1701 fu abbreviatore de parco maiori.
Ordinato sacerdote il 7 dicembre 1704, divenne governatore di Benevento dal 16 gennaio 1705 sino alla fine del 1707; per la sua integrità e religiosità, egli ottenne la stima del cardinale Vincenzo Maria Orsini, arcivescovo di Benevento e futuro papa Benedetto XIII e fu grazie alla sua influenza che venne nominato governatore di Camerino dal 9 gennaio 1708 al settembre 1710. Governatore quindi di Ancona dal 26 luglio 1711 sino al maggio 1714, dal 19 maggio di quell'anno divenne governatore di Civitavecchia e Tolfa rimanendo in carica sino all'aprile del 1717. Governatore di Perugia dal 26 aprile 1717 divenne in seguito relatore della Sacra Congregazione della Sacra Consulta e referendario del Supremo Tribunale della Signatura Apostolica di Grazia e Giustizia. Canonico e decano del capoitolo della basilica papale di San Giovanni in Laterano, divenne prefetto de cubiculi di Sua Santità dal 7 giugno 1724.
Eletto arcivescovo titolare di Nazianzo il 12 giugno 1724, venne consacrato il 18 giugno successivo nella cappella di San Pio in Vaticano a Roma da papa Benedetto XIII, assistito da Camillo Cybo, patriarca titolare di Costantinopoli e da Prospero Marefoschi, arcivescovo titolare di Cesarea. Nominato Cardinale Segretario di Stato il 14 giugno 1726 rimase in carica sino al 21 febbraio 1730.
Raggiunta questa nuova posizione, ottenne il cardinalato nel concistoro del 9 dicembre 1726 ricevendo il 16 dicembre di quell'anno il titolo dei Santi Giovanni e Paolo. Il 30 settembre 1727 venne nominato protettore dei canonici regolari lateranensi. Prese parte al conclave del 1730 che elesse a pontefice papa Clemente XII e venne poi eletto Camerlengo del Sacro Collegio dei Cardinali dal 20 gennaio 1734 rimanendo in carica sino al 17 gennaio 1735. Vice-legato ad Avignone dal 27 luglio 1739 all'8 giugno 1744, partecipò ancora al conclave del 1740 ove venne eletto papa Benedetto XIV. Optò quindi per il titolo di San Pietro in Vincoli dall'11 marzo 1743 e si distinse per la sua generosità nell'elargire donazioni ai poveri ed ai bisognosi.
Morì il 21 marzo 1757 alle 2.00, nel suo palazzo in Campo Marzio a Roma. La sua salma venne esposta nella chiesa di San Pietro in Vincoli, qui si svolsero i funerali e quivi venne sepolto, in una tomba col solo suo nome e le insegne cardinalizie. Suo cugino, l'arcivescovo Lercari di Genova, eresse uno splendido monumento alla sua memoria nella cappella di famiglia nel presbiterio della basilica di San Giovanni in Laterano a Roma, nella quale ancora oggi è possibile vedere una statua del cardinale Niccolò Maria Lercari in preghiera accompagnato da un magnifico elogio scolpito. Egli lasciò il palazzo che aveva fatto costruire ad Albano come residenza dei vescovi di quella sede.

## Genealogia episcopale e successione apostolica
La genealogia episcopale è:
- Cardinale Scipione Rebiba
- Cardinale Giulio Antonio Santori
- Cardinale Girolamo Bernerio, O.P.
- Arcivescovo Galeazzo Sanvitale
- Cardinale Ludovico Ludovisi
- Cardinale Luigi Caetani
- Cardinale Ulderico Carpegna
- Cardinale Paluzzo Paluzzi Altieri degli Albertoni
- Papa Benedetto XIII
- Cardinale Niccolò Maria Lercari

La successione apostolica è:
- Vescovo Paolo Tommaso Marana, O.S.B. (1728)
- Vescovo Niccolò Maria Lomellino, C.R.S. (1729)
- Vescovo Agostino Rivarola (1730)